# هنري إل. مايرز
هنري إل. مايرز (بالإنجليزية: Henry L. Myers)‏ هو محامي وقاضي وسياسي أمريكي، ولد في 9 أكتوبر 1862 في الولايات المتحدة، وتوفي في 11 نوفمبر 1943 في نفس البلد. حزبياً، نشط في الحزب الديمقراطي. وقد انتخب عضو مجلس ولاية مونتانا وانتخب عضو مجلس الشيوخ الأمريكي.